# Тетчер Демко
Тетчер Дуглас Демко (англ. Thatcher Douglas Demko; 8 грудня 1995, м. Сан-Дієго, США) — американський хокеїст, воротар. Виступає за Бостонський коледж у чемпіонаті NCAA.
Юнацька команда — «Сан-Дієго Галлс». Виступав за «Омаха Лансерс» (ХЛСШ), USNTDP Джуніорс (ХЛСШ).
У складі молодіжної збірної США учасник чемпіонату світу 2015. У складі юніорської збірної США учасник чемпіонату світу 2013.
Досягнення
- Срібний призер юніорського чемпіонату світу (2013)